# Paolo Flores d'Arcais
Paolo Flores d'Arcais (Cervignano del Friuli, provincia de Udine, 11 de julio de 1944) es un filósofo, periodista y editor italiano. 
Responsable de la revista MicroMega, publica habitualmente sus artículos en prestigiosos periódicos de Europa, como El País (España), Frankfurter Allgemeine Zeitung (Alemania) o Gazeta Wyborcza (Polonia). 
Sus ensayos se inspiran frecuentemente en el pensamiento de Albert Camus y Hannah Arendt. Es de ideología laicista y ateo militante.
Flores d'Arcais fue uno de los principales impulsores del movimiento cívico italiano llamado de los girotondi, que en 2002 intentó impulsar los valores de democracia y legalidad que, a su juicio, corrían peligro por el gobierno de Silvio Berlusconi. El 25 de marzo de 2008 volvió a hacer explícita su oposición a la figura de Berlusconi en un artículo de la revista MicroMega y anunció su voto al Partido Democrático.

## Obras
- Esistenza e libertà: a partire da Hannah Arendt. Génova: Marietti, 1990. ISBN 88-211-6622-8
- Etica senza fede. Turín: Einaudi, 1992. ISBN 88-06-13001-3
- L' individuo libertario: percorsi di filosofia morale e politica nell'orizzonte del finito. Turín: Einaudi, 1999. ISBN 88-06-15139-8
- Il sovrano e il dissidente. Garzanti, 2004.
- Il ventennio populista. Da Craxi a Berlusconi (passando per D'Alema?). Fazi, 2006. ISBN 88-8112-750-4
- Hannah Arendt. Esistenza e libertà, autenticità e politica. Fazi, 2006.

### Ediciones en español
- Paolo Flores d’Arcais; Joseph Ratzinger (2008). ¿Dios existe?. Espasa. ISBN 978-84-670-2950-5.